# Pryssgården
Pryssgården är en stadsdel i Norrköping. Området avgränsas av Finspångsvägen (tidigare Riksväg 51) i norr och öster, Södra stambanan i norr och vänster samt Fiskebyvägen i söder, med undantag för området runt Fiskeby gård och Fiskeby bruk.
Pryssgården domineras av enfamiljshus byggda under 1920–30-talet och framåt. Genom området passerar motorvägen E4.

## Historia

### Förhistoria

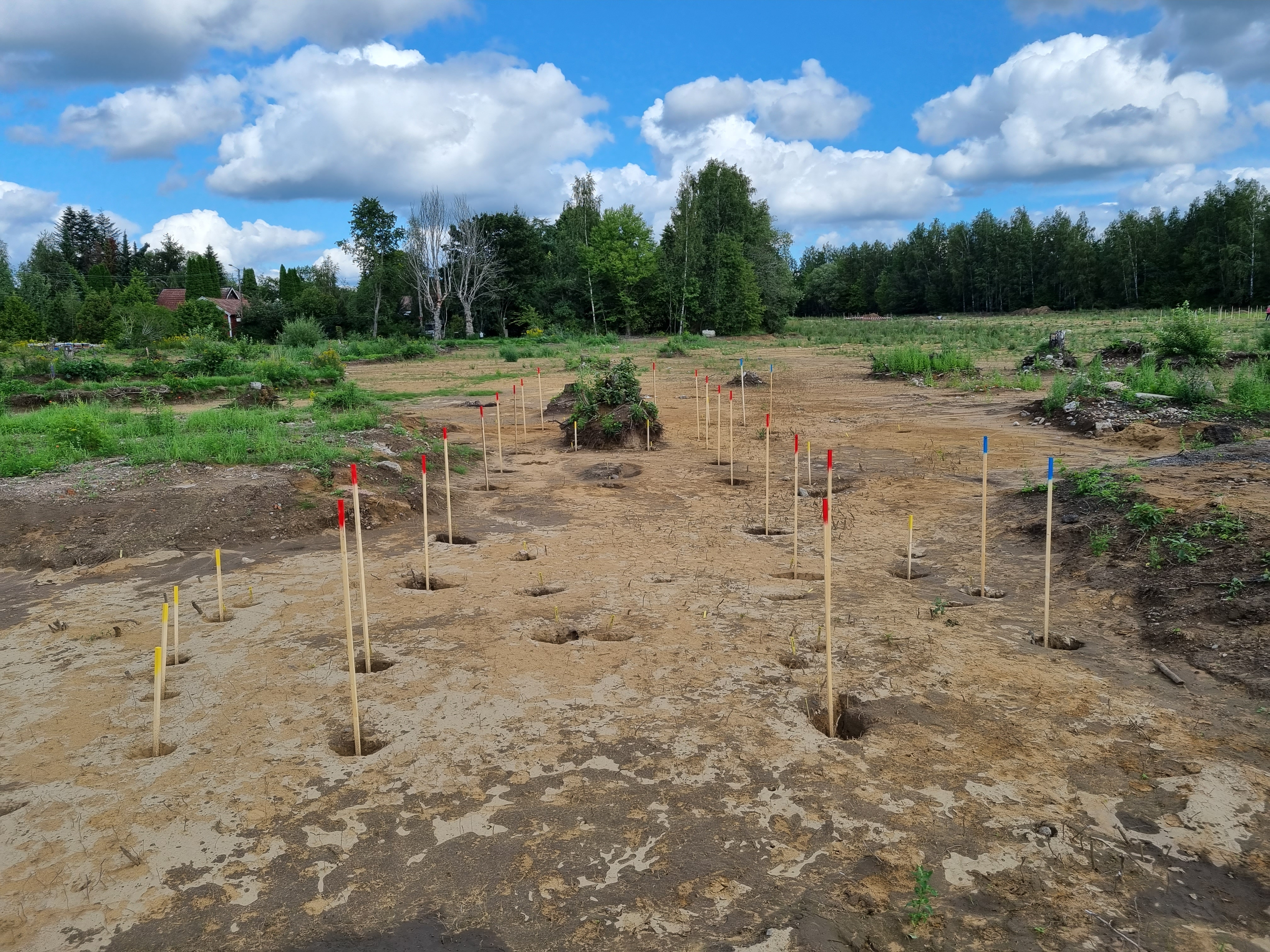
Arkeologiska utgrävningar av ett bronsåldershus i Pryssgården 2023.

I samband med att europavägen E4 fick en ny dragning förbi Norrköping under 1990-talet genomfördes omfattande arkeologiska utgrävningar i Pryssgården, som påvisade ett stort antal fornlämningar utspridda i ett 9 hektar stort område. Totalt upptäcktes 90 förhistoriska husgrunder som daterasdes till yngre bronsålder och äldre järnålder.
Merparten av husgrunderna bestod av treskeppiga långhus, där flertalet har en bostadsdel i ena änden och en ekonomidel i byggnadens andra ände. Långhusen var byggda av stående stolpar som bar upp tak och väggar. Fornlämningarna visar att husen vanligen var 20–30 m långa och 5–8 m breda.
Andra fynd utgjordes av mindre ekonomibyggnader, gropar som tolkats som brunnar respektive lertäkter, 128 kg keramikskärvor, malstenar, vävtyngder och ett 30-tal metallföremål.
Pryssgårdsbosättningen är en av de till ytan största i Sverige, och är unikt för Sverige genom att det kontinuerligt funnits boplatser i området under 6 000 år. Med början 2023 inleddes arkeologiska utgrävningar av ytterligare 20 hektar i området, som pågår under 2023 och 2024.[Uppdatering behövs]

### Namn och tidig historia
Ursprunget till namnet Pryssgården är oklart, men en möjlighet är att det hör ihop med Linköpingsbiskopen Andreas Johannis Prytz (1590-1655), som ska ha ägt gården.
Pryssgården köptes 1641 av Louis De Geer, men gårdens utsträckning var då större, varefter dagens De Geersgatan ska ha löpt centralt genom ägorna. Bruksägaren Abraham Reenstierna står skriven som Pryssgårdens ägare 1687, och det var även hans bostad under 1680-talet. 
Ägorna delades någon gång därefter upp i Övre och Nedre Pryssgården på var sida om Finspångsvägen, och dagens Pryssgården hörde då till den nedre. Den Nedre Pryssgården stannade fortsättningsvis under samma ägare, medan den andra halvan fortsatt kom att hamna under flera olika gårdars ägo.  Under 1800-talet levde namnet främst kvar i före detta Nedre Pryssgården, även om en bit hagmark norr om dagens De Geersgatan fortsatte att kallas Övre Pryssgården, eller Pryssgårdshagen. Denna mark utgörs idag av bostadsområdet Hallberga och brukades förut av torpet Eriksnäs, i vanligt tal benämnt Snaran, hagmarkens enda bebyggelse.
År 1760 utgav Carl Fredric Broocman en beskrivning av Östergötaland, och skriver där att det på Pryssgården fanns: "16 tunnors Utsäde, litet Hö, knappt Mulbete, Skog wid Augments-Hemmanet Rist i Soknen, wacker Trägård, och få Dagswerks-Torp". Han listar även de olika ägarna, och skriver att gården förr  har hetat Eneby, men numera kallas Pryssgården efter en gammal ägare med det namnet. 

Pryssgården hade fram till 1871 följande ägare:
- Innan 1641: Andreas Johannis Prytz
- 1641: Louis De Geer
- 1687: Abraham Reenstierna
- 1700-talets första del: Axel Reenstierna.
- 1730–1764: Margareta Elisabeth Sparfvenfelt
- Innan 1760: Carl Niclas Wadström
- 1760: Johan Jakob De Geer
- 1825: friherrinnan O. D. von Friesendorff
- 1853: fabrikör Hoffsteds arvingar
- 1868–1873: fabrikör Carl Arnberg[15][14]
- 1874: Axel Klöfverskjöld
- 1874–1876: Anders Peter Landström

### 1800-talet samt villaområdets skapande
Under 1800-talet benämns Pryssgården som säteri eller rusthåll och låg där dagens Kyrkskolan befinner sig. Spår av det kan fortfarande ses på de gamla träden som omgärdar skolan. Fabrikören Carl Arnberg ägde Pryssgården sedan åtminstone 1870, och han lät runt huvudbyggnaden uppföra en "med stor kostnad anlagd trädgård". 1874 såldes säteriet av Arnberg för 54 000 riksdaler till löjtnanten Klöfversjö, som redan nästa månad sålde densamma för 57 500 riksdaler till A. P. Landström.  Den nya ägaren var född 1819 i Östra Eneby socken och innehavare av Åby gästgivargård sedan ett antal år. Landström deltog som domare i en regional hästpristävling 1878 och var aktiv i både kommunala stämmor och kyrkostämmor, vilket tillsammans med innehavandet av Åby gästgivargård hade gjort honom känd i trakten. 
A. P. Landström var gift med Matilda Landström. De bodde på Pryssgården tillsammans med bland andra Kristina Charlotta Holmberg, född 1810. Hon delade under 1880-talet upp ett arv från en avliden släkting vid namn Frans Konrad Holmberg mellan sig och ett 30-tal andra personer, någonting som sedan kom att bli ett rättsligt tvistemål. Den avlidne släktingen hade under flera år varit inackorderad hos Gustav Selin i Hall, Helgesta socken, varefter Selin hade haft stora utgifter. När det väl kom till arvet var dock släktingarna inte villiga att dela detta med honom, varför de blev stämda 1886.  Utfallet blev att den avlidnes släktingar fick avstå över 1000 kr till Selin, däribland inräknat Kristina Charlotta Holmberg. Hon avled dock redan 1888, vid 78 års ålder.
Sex år senare, 1894, tilldelades Pryssgårdens trädgårdsmästarlärling Axel Ludvig Carlsson Gustafvianska stiftelsens löftesstependium, en belöning på 100 kr för en lyckad genomförd utbildning på barnhemmet. Axel Carlsson var född 1880 och uppfostrades i Gustafvianska barnhuset fram till 13 års ålder, då han istället gick i lära som trädgårdsmästare på Pryssgården.
1896 avled A. P. Landström, och jordfästes utanför Östra Eneby kyrka 7 augusti samma år. Nu utbjöds Pryssgården av hans maka till försäljning, med tillträdesrätt i mars 1897. Pryssgården bestod vid försäljningen av 126 tunnland mark, och runt huvudhuset fanns den under C. Arnberg mycket vackert uppförda trädgården.  Huset bestod av 10 rum samt kök, och därtill hörde bland annat: flera droskor, en mjölkvagn, trädgårdsinventarier, en snäcksamling, 18 kor, en tjur, 3 hästar, 3 svin, plogar, tröskverk, spinnrockar, ljuskronor, vävstolar mm, vilket uppgavs till försäljning för 25 000 kr.  När inget anbud lades på detta utarrenderades gården istället på 6 år till Ernst Hesse på Sörby.
Ernst Hesses far Otto Hesse var en känd fabrikör och en av stadens äldsta borgare, även känd som sångare. Under sina sista 10 år, fram till 1899, bodde han hos sonen på Sörby, nu också arrendator till Pryssgården.
Under Hesses arrende uppfördes på Pryssgården två sommarlägenheter att hyra år 1900, kallade sommarhus. När arrendet upphörde år 1901 såldes Pryssgården vidare till A. Jonsson. Säteriet såldes för 52 000 kr, och blev hem åt ägarens dotter, Tyra Jonsson, som gifte sig med handlanden Erik Annerstedt i Östra Eneby kyrka samma år.
På 1920-talet kom Pryssgården i kommunens ägo, och började därefter bebyggas med bostadshus, vilket lade grunden till dagens villaområde. Området runt själva huvudbyggnaden var obebyggt 1939, och herrgårdshuset användes åtminstone 1931-1939 som komministerbostad åt komministern i Östra Eneby kyrka.
En stor del av gatorna fick sina nuvarande namn 1929, och många av dem har lokal anknytning. Kvartersnamnen kom däremot till 1951, och är baserade på temagruppen "köksväxter".